# Mark Strudal
Mark Agner Boecking Strudal (født 29. april 1968 i Glostrup) er en dansk fodboldtræner og tidligere fodboldspiller. Han opnåede ni A-landskampe for Danmark og scorede tre landsholdsmål. Han var blandt andet med til at vinde Confederations Cup 1995 i Saudi Arabien.
Mark Strudal har bl.a. spillet for Næstved IF, F.C. København, Brøndby IF, Boldklubben Frem, Vejle Boldklub og Borussia Dortmund. Indstillede sin aktive fodboldkarriere i 1997 og uddannede sig efterfølgende til folkeskolelærer. Han har dog aldrig sluppet fodbolden og har siden bl.a. været ynglingetræner i Køge og FC Nordsjælland. Indimellem har Mark Strudal optrådt som træner for TV 2 Zulu fodboldhold FC Zulu.
Han debuterede som kommentator i 2006.

## Trænerkarriere
Efter diverse jobs som ungdomstræner blev han i 2015 assistenttræner i Brøndby IF, en stilling han varetog i to år. Herefter fik han sit første job som cheftræner i Lyngby BK i sommeren 2018. Her blev han dog fyret 28. november 2018.[kilde mangler]